# Мария Михайлова-Мръвкарова
Мария Михайлова-Мръвкарова е български ориенталист и османист, доцент в Софийския университет „Св. Климент Охридски“.

## Биография
Завършва Ориенталистика в Софийския университет. Дългогодишен ръководител е на Ориенталския отдел при Националната библиотека „Св. св. Кирил и Методий“ и преподавател в Софийския университет. Има голям принос за разчитане на архивни документи, за изучаване и осветляването на османския период от българската история. Един от най-значителните ѝ приноси е преводът на османските документи, свързани с процеса на Васил Левски.
Тя има голям принос за развитието на османистиката и тюркологията в България и по-специално на османската сфрагистика и палеография, османската дипломатика, архивистиката и историческата граматика на турския език в България. Признате е за един от големите познавачи на кримско-татарския език и културата на тази народностна група, населяваща предимно Североизточна България.
Активно участва при съставянето на томове от поредицата „Турски извори за българската история“. По-значими научни трудове са:
- „Следи от влиянието на българския език върху езика на османските документи (XV-XIX век)“ (2005)
- „Увод в османската сфрагистика“ (2006)
- „За кримските татари от Североизточна България“ (2013)
- „Кримскотатарско-български речник (Балчишки говор)“ (2012)

## Награди и отличия
На 22 декември 2016 г. е удостоена с Почетен знак със синя лента на Софийския университет „за нейния принос за развитието на академичното образование в специалност „Тюркология“ и заслугите за развитието на българската ориенталистика в Софийския университет и във връзка с годишнина на доц. Михайлова-Мръвкарова“.